# Joigny
Joigny – miejscowość i gmina we Francji, w regionie Burgundia-Franche-Comté, w departamencie Yonne.
Według danych na rok 1990 gminę zamieszkiwało 9697 osób, a gęstość zaludnienia wynosiła 208 osób/km² (wśród 2044 gmin Burgundii Joigny plasuje się na 18. miejscu pod względem liczby ludności, natomiast pod względem powierzchni na miejscu 41.).

## Zabytki
- Kościół Św. Jana
- Kościół Św. Andrzeja
- Kościół Św. Teobalda

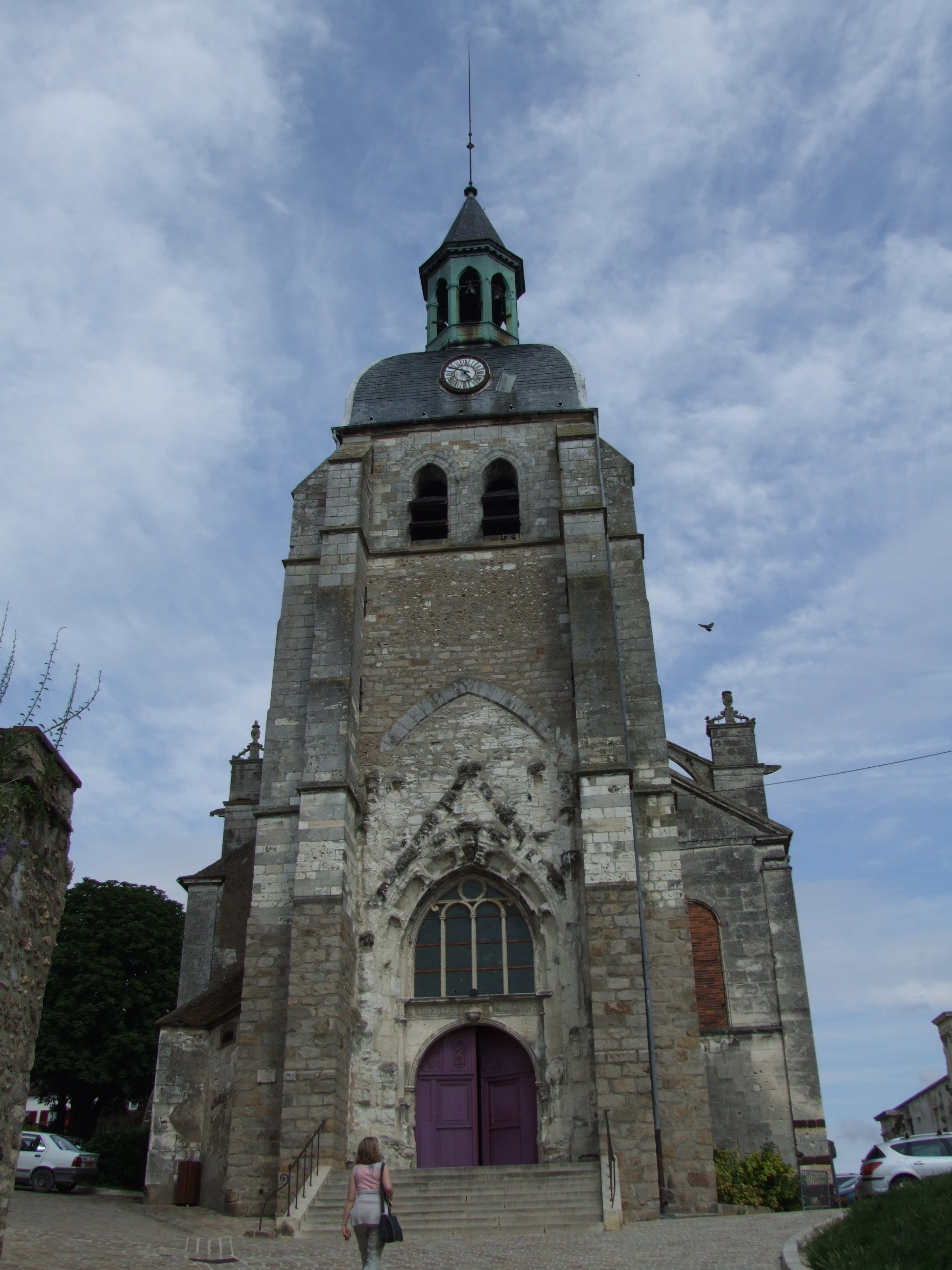
Kościół Sw. Jana, fasada
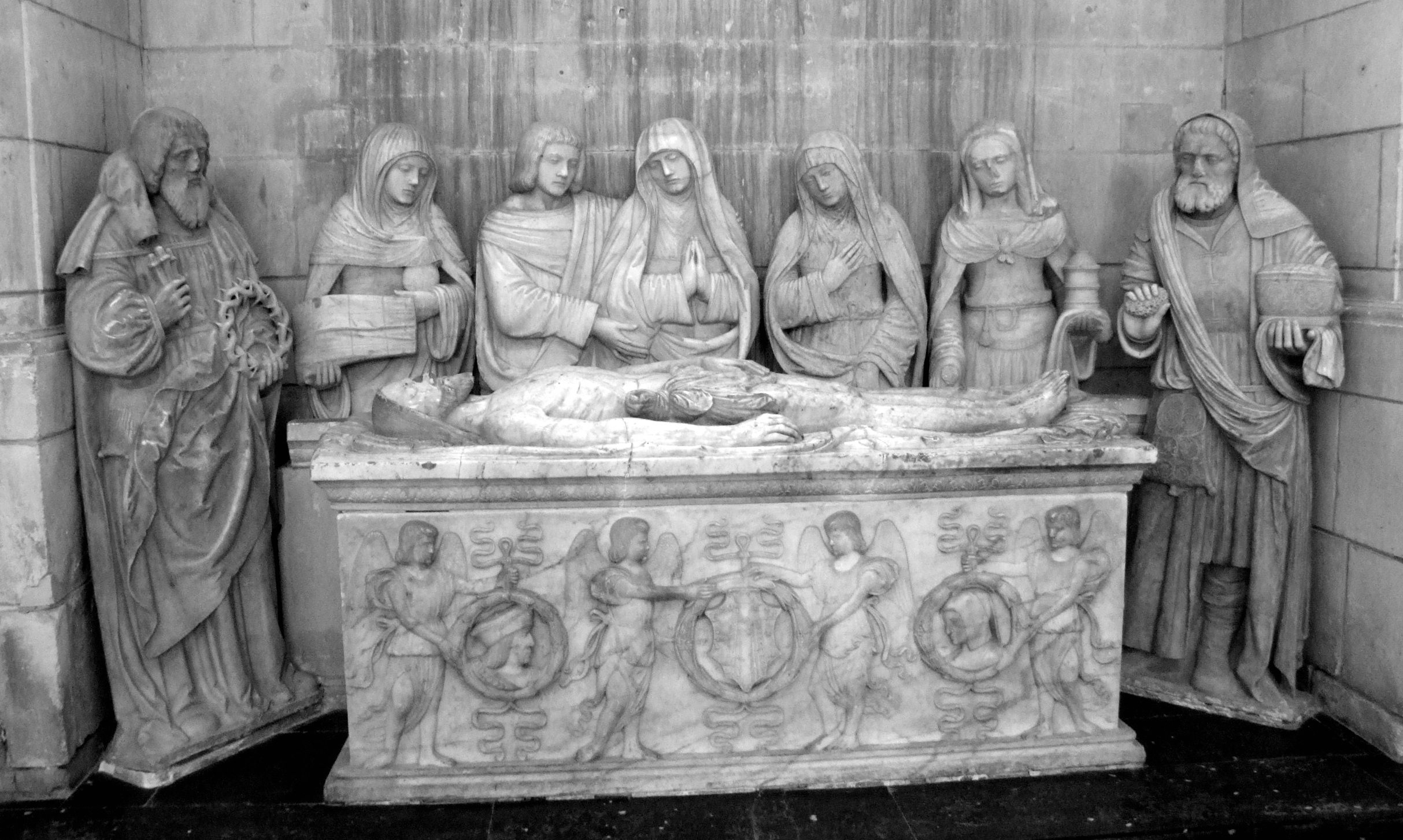
Kościół Św. Jana, Jezus Złożony do grobu (XVI°)
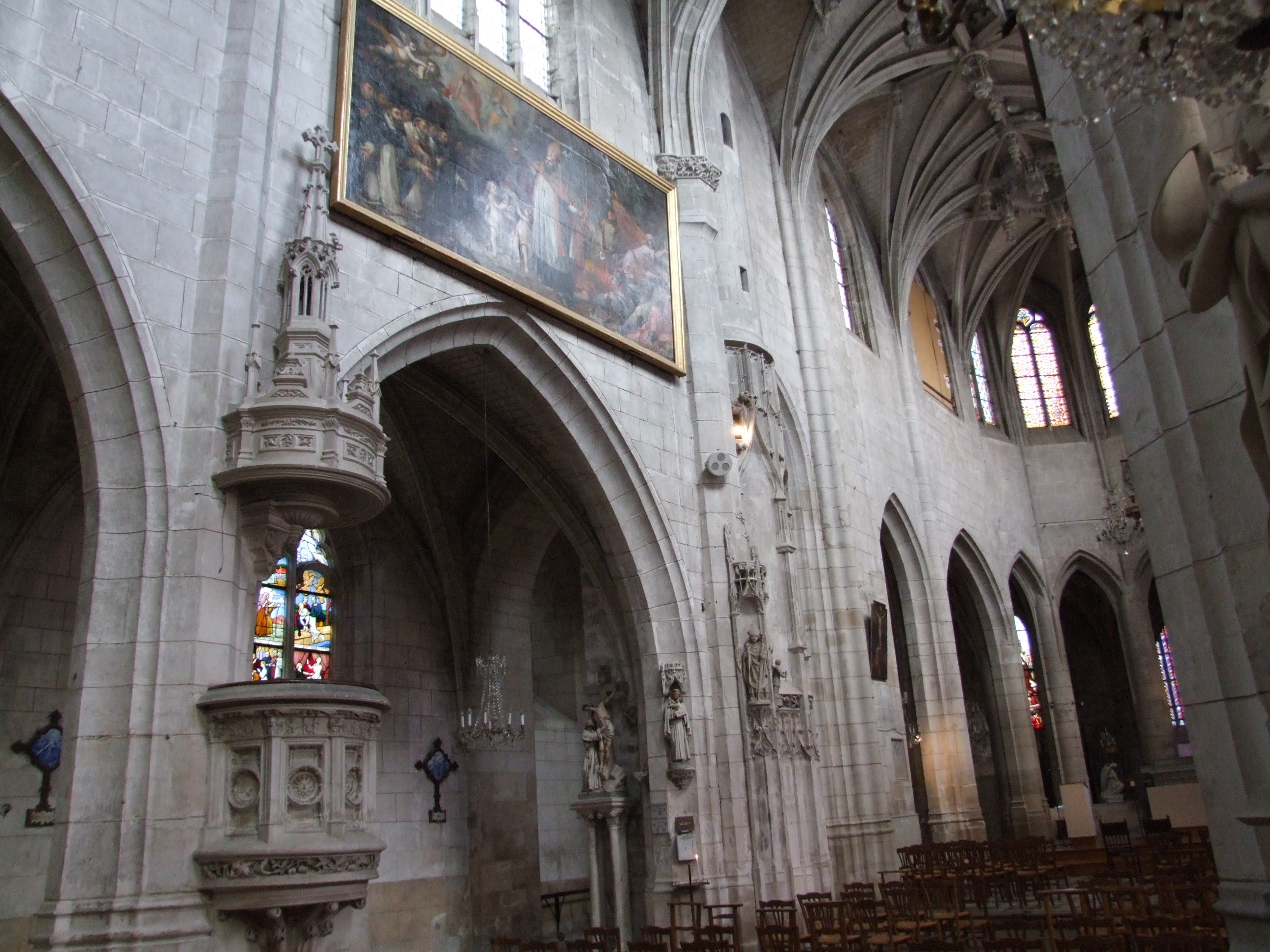
Kościół Św. Teobalda
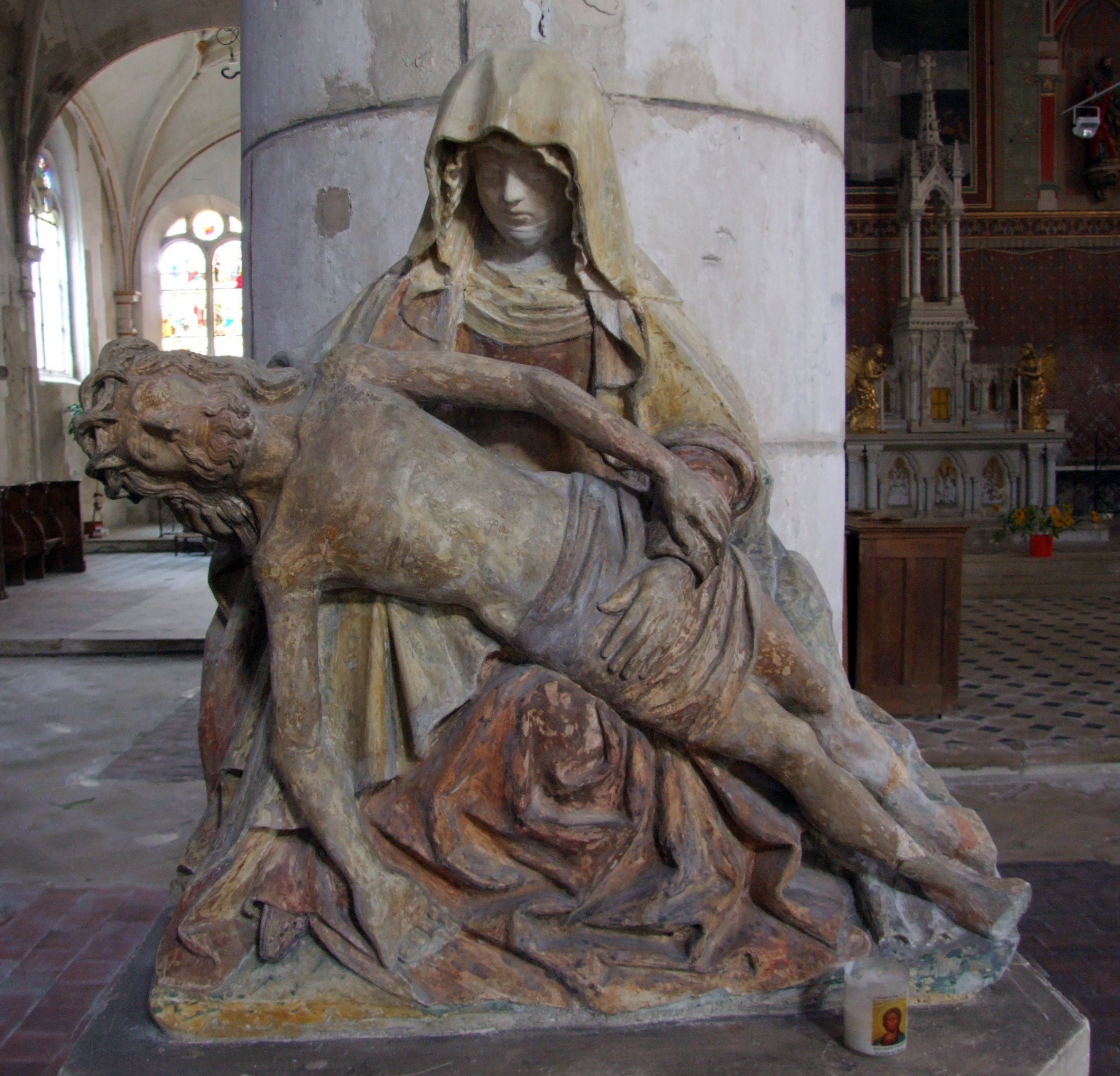
Kościół Św. Andrzeja, Pietà

## Znani ludzie
- Marcel Aymé
- Św. Madeleine-Sophie Barat (1779-1865)

## Współpraca
- Mayen, Niemcy
- Godalming, Wielka Brytania
- Hanover, Stany Zjednoczone
- Joigny-sur-Meuse, Francja
- Amelia, Włochy